# René Panhard

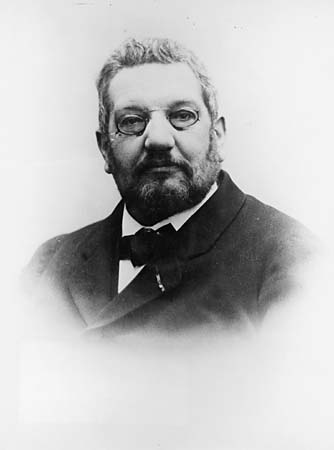
René Panhard

Louis François René Panhard (* 27. Mai 1841 in Paris; † 16. Juli 1908 in La Bourboule, Département Puy-de-Dôme) war Mechaniker, Ingenieur und Geschäftsmann und gilt als einer der französischen Automobilpioniere.
Nach Abschluss seiner Studien an der École Centrale in Paris nahm ihn Jean-Louis Périn in sein Unternehmen zur Herstellung von Holzbearbeitungsmaschinen auf. Als brillanter Finanz- und Geschäftsmann stellte er zusammen mit seinem Ingenieurskollegen Émile Levassor in der in Panhard & Levassor umbenannten Firma ab 1890 Automobile her. Nach seinem Tod wurde das Unternehmen bis 1941 von seinem Sohn Hippolyte Panhard und ab 1941 von seinem Neffen Paul Panhard weitergeführt.
René Panhard war seit 1870 Bürgermeister von Thiais im Département Val-de-Marne. 1878 wurde er zum Ritter, 1906 zum Offizier der Ehrenlegion ernannt. Seit 1964 trägt der Panhard-Nunatak in der Antarktis seinen Namen.